# ヴァレリー・シャンツェフ
ヴァレリー・パヴリノヴィチ・シャンツェフ（ロシア語: Валерий Павлинович Шанцев, ラテン文字転写: Valery Pavlinovich Shantsev、1947年6月29日 - ）は、ロシアの政治家。元ニジニ・ノヴゴロド州知事。

## 経歴
モスクワ電信技術大学、プレハーノフ名称国民経済アカデミーで学び、工場労働者として勤務。1971年共産党に入党し、地区委員会（ライコム）書記などを勤める。1991年8月、モスクワ党執行委第一副議長の傍ら、ホッケーチーム「HCディナモ・モスクワ」の商業監督。ソ連8月クーデター後、共産党を離党。1994年モスクワ市行政府南区行政府長に指名される。1996年6月モスクワ副市長に選出され、同時にモスクワ市行政府第一副首相に任命される。なお、選挙運動中、暗殺されかかり、体の148箇所に怪我を負い、全身の50パーセントを火傷に見舞われたが、奇跡的に生き延びた。1999年12月改めて副市長に選出され、経済政策と都市開発を担当した。2003年12月ユーリ・ルシコフがモスクワ市長に三選されるとシャンツェフも副市長に再度、任命された。副市長としては2012年オリンピック開催都市へのモスクワ推薦に尽力した。
2005年8月8日にニジニ・ノヴゴロド州知事に任命され、2017年に自ら辞任するまで在職した。
2010年にモスクワ市長を解任されたユーリ・ルシコフの後任候補として名前が挙がった。